# ميتامبيسيلين
ميتامبيسيلين أو ميتامبيسيللين Metampicillin هو INN

- خلفية: إن التقدير من التباين البنائي للمحددات المسببة للحساسية من البنسلين والسيفالوسبورين تكشف أهمية المجموعات الجانبية للسلسلة ومشاركتها في العديد من أمراض الحساسية لأدوية البيتا لاكتاماز. على الرغم من حساسية التفاعلات المتبادلة بين البنسلين والسيفالوسبورين معروفة الحدوث، قلما تتم دراسة قواعد الجزيئات الدقيقة بهذه التقديرات والحساسيات عبر التحديد.[6]

## التحضير
هو مضاد حيوي من البنسيلينات . انه محضر من تفاعل الأمبيسيلين مع الفورمالدهيد، ويتم حلمهته في محلول مائي مع تشكيل الأمبيسيلين. يتحلمه سريعا في الوسط الحمضي، على سبيل المثال، في المعدة، وأقل سرعة في الأوساط المعتدلة، وغير كامل في محاليل مثل مصل الدم البشري.

## الجرعة
للبالغين:1.5غ بالطريق الحشوي.

## تحذيرات
- لا يعطى للمتحسسين للبنسيلين.
- أوقف استخدام الدواء إذا بدء ظهور الشرى على الجلد، يزداد خطر الاستخدام مع مرضى الإيدز واللوكيميا.
- تجنب الجرعات العالية خاصة مع مرضى الكلى.
- راقب الوظائف الكلوية والكبدية والدموية عند استخدامه.

## الآثار الجانبية
- شرى.
- اسهال.
- غثيان وإقياء.
- الأثر القاتل:الصدمة التأقية.

## التداخلات الدوائية
يتداخل مع:
- ريفامبيسين.
- قد يقلل مستويات السلفابيريدين البلازمية (مستقلب السلفاسالازين).
- ينقص الاطراح الكلوي للميثوتريكسات.
- ينقص فعالية مانعات الحمل الفموية.
- يزيد التراكيز البلازمية للبروبنسيد.
- يزيد خطر الشرى مع الوبورينول.

## وصلات خارجية
- ChEBI ID